# Comuna Ernestinovo, Osijek-Baranja
Ernestinovo este o comună în cantonul Osijek-Baranja, Croația, având o populație de 2.189 de locuitori (2011).

## Demografie
Componența etnică a comunei Ernestinovo
     Croați (71,77%)
     Maghiari (19,28%)
     Sârbi (6,9%)
     Necunoscut (0,27%)
     Neclasificat (1,6%)
Componența confesională a comunei Ernestinovo
     Catolici (71,08%)
     Protestanți (18,14%)
     Ortodocși (7,35%)
     Fără religie și atei (1,05%)
     Necunoscută (1,23%)
     Alte religii (1,14%)
Conform recensământului din 2011, comuna Ernestinovo avea 2.189 de locuitori. Din punct de vedere etnic, majoritatea locuitorilor (71,77%) erau croați, existând și minorități de maghiari (19,28%) și sârbi (6,9%). Apartenența etnică nu este cunoscută în cazul a 0,27% din locuitori. Din punct de vedere confesional, majoritatea locuitorilor (71,08%) erau catolici, existând și minorități de protestanți (18,14%), ortodocși (7,35%) și persoane fără religie și atei (1,05%). Pentru 1,23% din locuitori nu este cunoscută apartenența confesională.